# Museo Arqueológico del Puerto de La Cruz

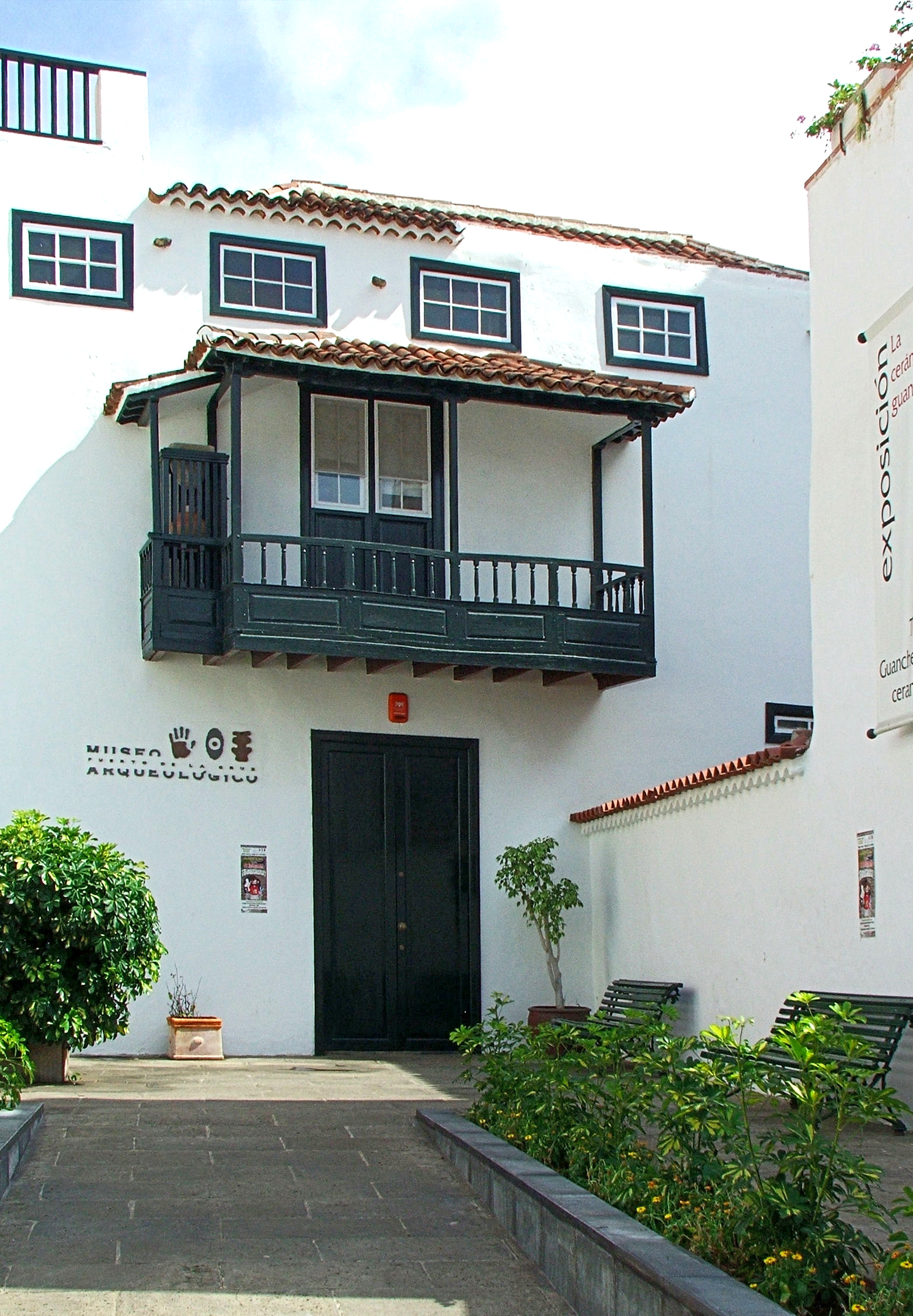
Eingangsseite des Museums, Calle El Lomo

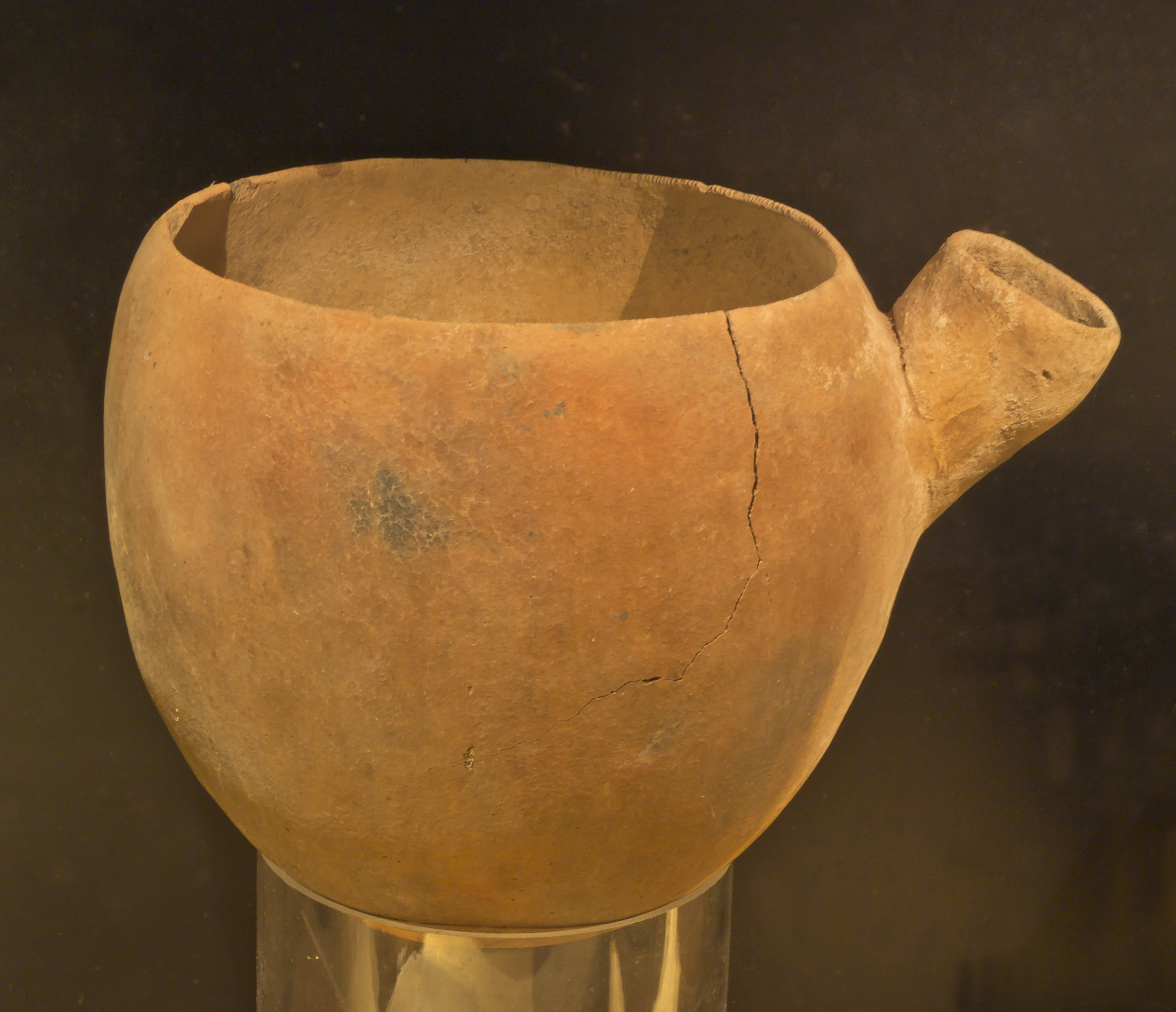
Tongefäß mit Tülle

Das Museo Arqueológico del Puerto de La Cruz ist ein archäologisches Museum in der Stadt Puerto de la Cruz auf der Insel Teneriffa. Die Sammlung des Museums enthält Fundstücke und Nachbildungen der Zeit der Guanchen, der Urbevölkerung der Insel Teneriffa vor der Eroberung durch Kastilier am Ende des 15. Jahrhunderts.

## Entstehung des Museums
Im Jahr 1953 richtete das „Instituto de Estudios Hispánicos de Canarias“ in Puerto de la Cruz die „Sala de Arqueología Canaria Luis Diego Cuscoy“ ein, um dort die Sammlung von Luis Diego Cuscoy auszustellen. Diese Vorgängereinrichtung des Museums wurde 1958 geschlossen. Im Jahr 1991 konnte die Sammlung, erweitert um weitere gespendete private Sammlungen und Einzelstücke, als städtisches Museum wieder eröffnet werden. Das Museum wurde verschiedentlich umgestaltet.

## Lage des Museums
Das Museum befindet sich in einem Gebäude aus der Wende vom 18. auf das 19. Jahrhundert im Stadtteil „La Ranilla“ in Puerto de la Cruz. Dieser Stadtteil ist heute vom Tourismus geprägt. Daraus ergibt sich, dass auch das Museum Touristen als Zielgruppe anspricht. Die sechs Ausstellungsräume sind um einen überdachten Patio angeordnet.

## Inhalt der Ausstellung
Im ersten Raum ist die Nachbildung einer Guanchenhöhle zu sehen. Im zweiten Raum wird anhand von Texttafeln und einer Videovorführung die Herstellung der Tongefäße zur Zeit der Guanchen dargestellt. Im dritten Raum ist eine große Anzahl verschiedener Tongefäße ausgestellt. Im vierten Raum werden Wiederherstellungen von Amphoren gezeigt. Der fünfte Raum ist dem Schmuck gewidmet. Hier befindet sich auch ein 1885 gefundenes Objekt, das unter dem Namen Guatimac bekannt ist. Welche Bedeutung das Objekt für die Guanchen gehabt hat, ist wissenschaftlich nicht geklärt. In einem sechsten Raum, der durch eine Öffnung betrachtet werden kann, liegt die Nachbildung einer Guanchenmumie.